# كهف بلاد الشام
كهف بلاد الشام (بالإنجليزية: Levant Cave)‏ هو كهف يقع ضمن أقاليم ما وراء البحار البريطانية في منطقة جبل طارق التابعة للتاج البريطاني.